# Треј Томпкинс
Хауард Самјуел Томпкинс III (енгл. Howard Samuel Thompkins III; Лонг Ајленд, Њујорк, 29. мај 1990) амерички је кошаркаш. Игра на позицијама крила и крилног центра.

## Каријера
Томпкинс је одабран као 37. пик на НБА драфту 2011. од стране Лос Анђелес клиперса. У својој првој НБА сезони наступио је на 24 утакмице. Током летње лиге 2012. године се повредио, након чега је скоро две године био ван терена. Клиперси су га отпустили 14. марта 2013. године. У сезони 2014/15. наступао је за руски Нижњи Новгород. Након тога је седам сезона провео у Реал Мадриду. Са Реалом је освојио укупно 13 трофеја, по једну Евролигу и Интерконтинентални куп, четири пута је био првак Шпаније, три пута освајач националног Купа и четири пута освајач Суперкупа. За сезону 2022/23. потписао је уговор са Зенитом из Санкт Петербурга. Почетком фебруара 2024. године потписао је једномесечни уговор са Црвеном звездом. Месец дана касније потписао је још један једномесечни уговор да би 10. априла 2024. потписао до краја сезоне. Са Црвеном звездом је освојио Јадранску лигу и Првенство Србије. За сезону 2024/25. потписао је уговор са шпанским прволигашем Коруњом.
Са репрезентацијом САД до 19 година је освојио златну медаљу на Светском првенству 2009. на Новом Зеланду.

## Успеси

### Клупски
- Реал Мадрид:
  - Евролига (1): 2017/18.
  - Првенство Шпаније (4): 2015/16, 2017/18, 2018/19, 2021/22.
  - Куп Шпаније (3): 2016, 2017, 2020.
  - Интерконтинентални куп (1): 2015.
  - Суперкуп Шпаније (4): 2018, 2019, 2020, 2021.
- Зенит Санкт Петербург:
  - Суперкуп ВТБ јунајтед лиге (1): 2022.
- Црвена звезда:
  - Првенство Србије (1): 2023/24.
  - Јадранска лига (1): 2023/24.

### Репрезентативни
- Светско првенство до 19 година:  2009.